# Synodontis longispinis
Synodontis longispinis är en fiskart som beskrevs av Pellegrin, 1930. Synodontis longispinis ingår i släktet Synodontis och familjen Mochokidae. IUCN kategoriserar arten globalt som otillräckligt studerad. Inga underarter finns listade i Catalogue of Life.